# Kevin Shem
Kevin Shem (5 de diciembre de 1993) es un futbolista vanuatuense que juega como defensor en el Tafea.

## Carrera
En 2012, luego de tener ser convocado a la Copa de las Naciones de la OFC 2012, el Tafea lo contrató.

### Clubes
| Club                | País    | Año             |
| ------------------- | ------- | --------------- |
| Tafea Football Club | Vanuatu | 2012 - Presente |

### Selección nacional
En representación de Vanuatu, jugó el Campeonato Sub-20 de la OFC 2011 y el 2013. Con la selección mayor, fue convocado para la Copa de las Naciones de la OFC 2012 y 2016.